# Mattawamkeag (Maine)
Mattawamkeag es un pueblo ubicado en el condado de Penobscot en el estado estadounidense de Maine. En el Censo de 2010 tenía una población de 687 habitantes y una densidad poblacional de 6,97 personas por km².

## Geografía
Mattawamkeag se encuentra ubicado en las coordenadas 45°32′55″N 68°18′15″O / 45.54861, -68.30417. Según la Oficina del Censo de los Estados Unidos, Mattawamkeag tiene una superficie total de 98.52 km², de la cual 97.72 km² corresponden a tierra firme y (0.8%) 0.79 km² es agua.

## Demografía
Según el censo de 2010, había 687 personas residiendo en Mattawamkeag. La densidad de población era de 6,97 hab./km². De los 687 habitantes, Mattawamkeag estaba compuesto por el 97.96% blancos, el 0.15% eran afroamericanos, el 0.87% eran amerindios, el 0.15% eran asiáticos, el 0% eran isleños del Pacífico, el 0.15% eran de otras razas y el 0.73% pertenecían a dos o más razas. Del total de la población el 0.58% eran hispanos o latinos de cualquier raza.